# Дютрон, Тома
Тома́ Дютро́н (фр. Thomas Dutronc; род. 16 июня 1973 в Париже) — французский джаз-мануш гитарист и автор-исполнитель. Его мать французская певица Франсуаза Арди; его отец французский певец и киноактёр Жак Дютрон.

## Биография
В детстве Тома увлекался фотографией. Позже, услышав Джанго Рейнхардта, страстно полюбил гитару и к 17 годам научился на ней играть. 
В 1995 году он уже работает со своим отцом над альбомом — Brèves Rencontres. Он также пробует себя в качестве актёра в первом фильме Валери Лемерсье — Le Derrière в 1999 и фильме Confession d'un dragueur (реж. Ален Сораль) в 2001. Между тем, он пишет песню Mademoiselle для Анри Сальвадора. На один год становится членом группы Gipsy Project Бирели Лагрена, а в 2002 создаёт A.J.T. Guitar Trio с Antoine Tatich и Jérôme Ciosi. В 2003, вместе с —M— (Matthieu Chedid) он пишет музыку для фильма Toutes les filles sont folles (реж. Pascale Pouzadoux) и участвует в записи саундтрека для мультфильма Трио из Бельвилля (реж. Сильвен Шоме). В 2006 участвует в записи альбома своей матери, Франсуазы Арди, — (Parenthèses…), в качестве аранжировщика и продюсера.
В качестве гитариста выступает в различных джаз-клубах, таких как Sunset-Sunside и New Morning в Париже. В последние годы выступает со своим квартетом Thomas Dutronc et les esprits manouches.
30 октября 2007 выпускает свой первый сольный альбом Comme un manouche sans guitare (Как цыган без гитары), который открывает его как певца, но оставшегося верным своему любимому музыкальному стилю. Через три месяца, после выпуска альбома, было продано уже 400 000 копий.
В 2008 альбом был номинирован на Victoires de la musique в категориях Открытие года и Альбом года. В ноябре впервые выступает в парижском зале Олимпия.
28 февраля 2009 на 24-й церемонии вручения наград Victoires de la musique его песня Comme un manouche sans guitare побеждает в номинации Лучшая песня года. В том же году он присоединяется к труппе «Анфуарэ́».
3 октября 2011 выходит второй сольный альбом Silence on tourne, on tourne en rond, которому предшествовал сингл Demain.

## Дискография

### Сольные альбомы
- 2007 — Comme un manouche sans guitare
- 2008 — Comme un manouche sans guitare - Le live
- 2011 — Silence on tourne, on tourne en rond
- 2015 — Éternels jusqu'à demain

### Саундтреки
- 2003 — Toutes les filles sont folles
- 2003 — Трио из Бельвилля (в качестве гитариста)

### Компиляции
- 2007 — Jazz Manouche - Selected by Thomas Dutronc, vol. 3

### Участие в альбомах
- 1996 — Ombre (Romane)
- 1998 — Samois-sur-Seine (Romane)
- 2000 — Alors ? … Voilà ! (Чаволо Шмитт)
- 2002 — Gipsy Project & Friends (Бирели Лагрен)
- 2008 — Le Bal des gens bien (Сальваторе Адамо)

### Видеоальбомы
- 2004 — Biréli Lagrène & Friends - Live Jazz à Vienne
- 2009 — Comme un manouche sans guitare - Le film musical

## Фильмография
- 1999 — Задница / Le Derrière (реж. Валери Лемерсье) — Лукас, сын Кристины.
- 2001 — Confession d'un dragueur (реж. Ален Сораль) — Поль, главная роль.

## Награды
- 2008:
  - Лауреат премии Globe de Cristal, как Лучший мужской исполнитель
  - Лауреат премии UNAC за песню J'aime plus Paris[1]
  - Prix Raoul-Breton[фр.]
- 2009:
  - Лучшая песня года - Comme un manouche sans guitare на церемонии Victoires de la musique
- 2010:
  - Кавалер ордена искусства и литературы[2]